# Trichopterigia nigrisculpta
Trichopterigia nigrisculpta är en fjärilsart som beskrevs av W. Warren 1897. Trichopterigia nigrisculpta ingår i släktet Trichopterigia och familjen mätare. Inga underarter finns listade i Catalogue of Life.